# Saab Facett
Saab Facett – nieoficjalny samochód koncepcyjny szwedzkiej marki Saab o nadwoziu coupé wyprodukowany w 1964 roku.

## Historia
Historia modelu rozpoczęła się, gdy Saab postanowił sprzedać z powodu braku wolnego miejsca jednego z sześciu egzemplarzy modelu Sonett o numerze 4. Sigvard Sorensson zatrudniony w dziale projektowania Saaba skorzystał z oferty i kupił zielony model Sonett. Sorensson stwierdził, że pojazd jest mało praktyczny i postanowił go zmodyfikować. Prace rozpoczął od usunięcia korpusu pojazdu wykonanego z tworzywa sztucznego. Zbiornik paliwa został przeniesiony do przodu do bardziej praktycznego miejsca między tylnymi kołami. Oryginalny silnik z modelu Sonett został porzucony na rzecz standardowego silnika sportowego. Podczas testów Sorensson zdał sobie sprawę, że pojazd musi otrzymać dach. Zamiast blachy użył włókna szklanego. Pojazd otrzymał potrójną końcówkę układu wydechowego umieszczoną pod drzwiami pasażera.
W 1966 roku w wyniku wypadku doszło do uszkodzenia pojazdu. Dwa lata później został on sprzedany Nils-Erik Landström, a w 1994 roku niemieckiemu lekarzowi Dr. Klaus Müller-Ott. Dzisiaj pojazd należy do szwajcarskiego dealera Saaba.